# 不思議のメダイ

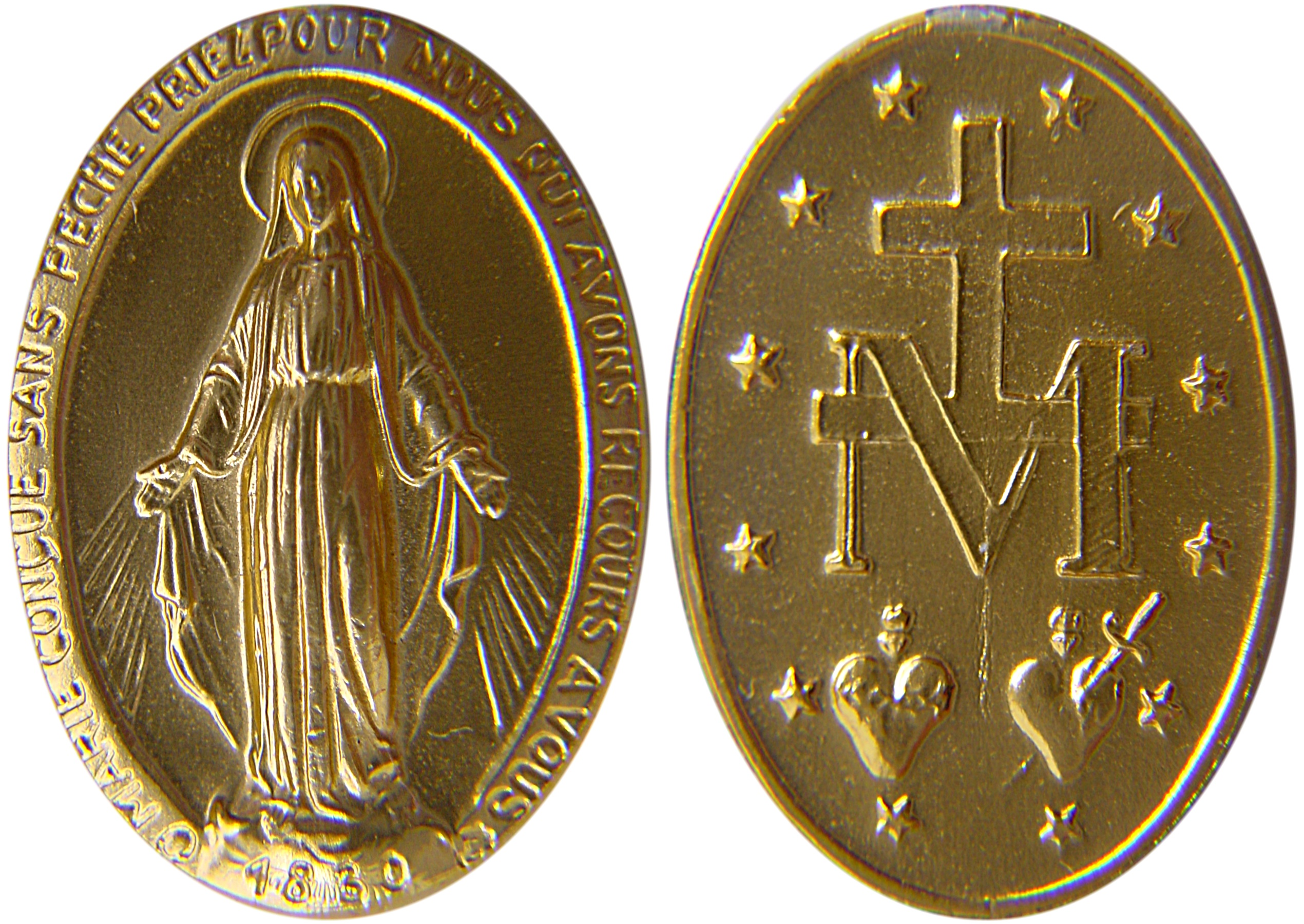
不思議のメダイ

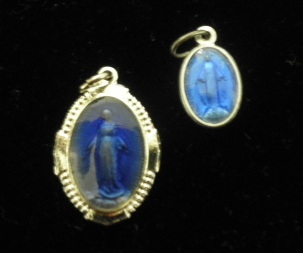
不思議のメダイ:右は不思議のメダイ教会で販売しているもの

不思議のメダイ（ふしぎのメダイ、フランス語: Médaille miraculeuse、英: Miraculous Medal）は、聖母マリアの出現を目撃したフランスのカトリック修道女カトリーヌ・ラブレ（カタリナ・ラブレ）が、聖母マリアによって示された神託とイメージをもとにデザインし、金細工師のアドリアン・ヴァシェットが製作したメダル（médaille=メダイユ）のこと。無原罪の御宿りのメダイ、奇跡のメダイ、奇び(くしび)のメダイとも呼ばれる。

## 由来・歴史

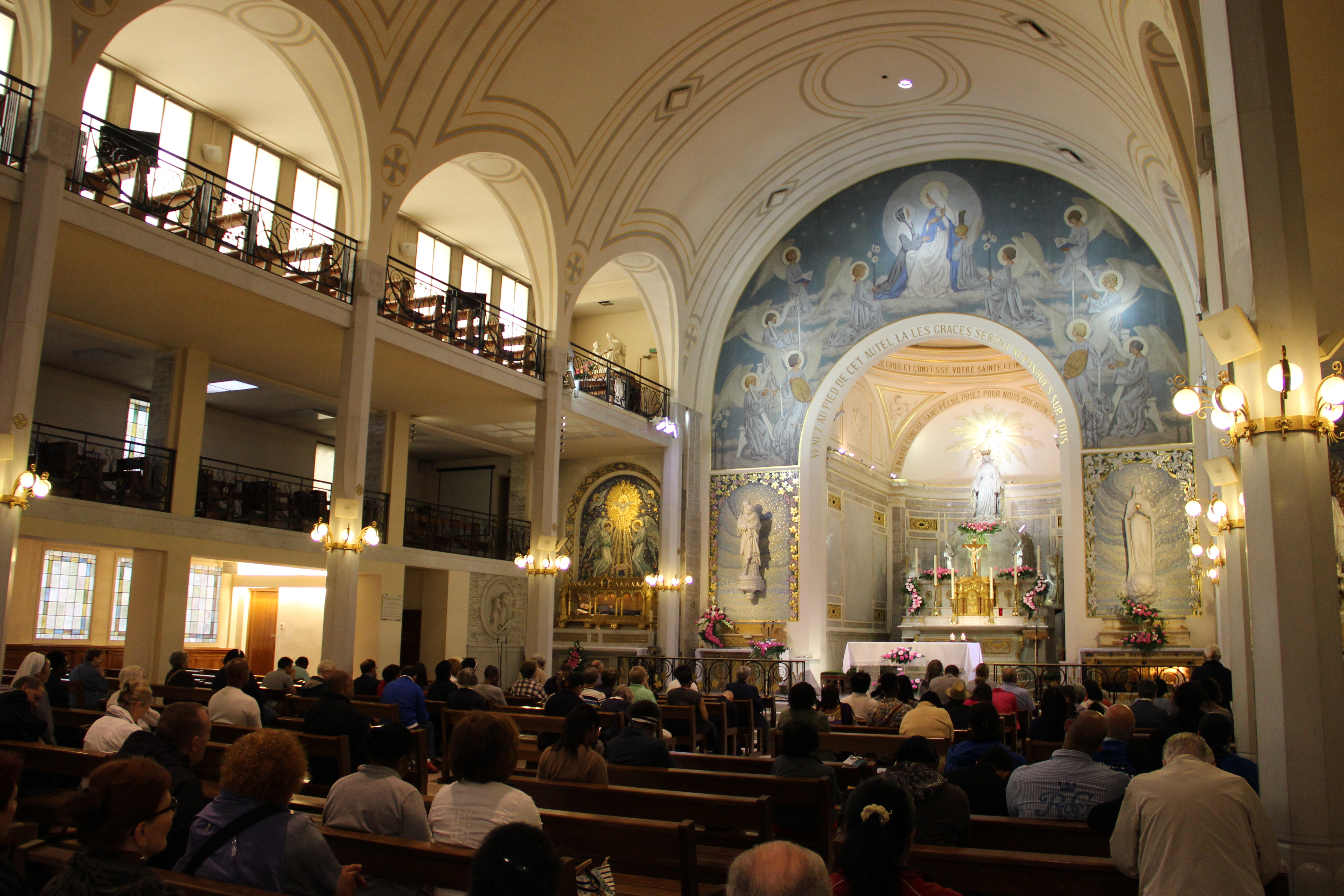
パリにある奇跡のメダイ教会

1830年7月18日、パリ（現在のパリ7区）のバック通りにある修道院でカトリーヌ・ラブレは子供の声を聞いて目を覚まし、そこで彼女は聖母マリアの出現を目撃した。聖母マリアは「神はあなたに使命を委ねます。あなたは否定されるでしょう、しかし恐れてはいけません。あなたは恩寵によってその使命をなしとげるでしょう。フランス、そして世界は今、悪の時代です」と話した 。
同年11月27日、カトリーヌは夕方の黙想の時間に聖母マリアが再び現れたと報告した。聖母マリアは楕円形の枠の中で地上に立ち、様々な色の指輪をしており、ほとんど指輪からは輝く光線が地上に降り注いでいた。楕円形の枠のへりには "Ô Marie, conçue sans péché, priez pour nous qui avons recours à vous."（原罪無くして宿り給いし聖マリア、御身に寄り頼み奉るわれらのために祈り給え）という文字があり、そして楕円形の枠は裏返り、12の星の輪と十字架の上に乗る大きなMの文字、茨に囲まれた王冠を冠したイエス・キリストの心臓（至聖なるイエスのみ心）と、王冠を冠し剣の刺さった聖母マリアの心臓（聖母マリアの汚れなきみ心）が見えた。カトリーヌはまた、聖母マリアが「このイメージを聴罪司祭に伝え、彼らにそのメダイを身に着けるように言い『それを身につける人は大きな恵みを受けるでしょう』と話しなさい」と言うのを聞いた。
カトリーヌは言われたとおり実行し、司祭は2年間の調査およびカトリーヌの日々の振る舞いについての観察の後、その身元を明かさずにパリの大司教に情報を持っていった。そして要請は受け入れられてメダイを作る許可が大司教から与えられ、聖母マリアがカトリーヌに示したイメージをもとに金細工師のアドリアン・ヴァシェットによって作り出された 。それ以後、このメダイを身につけ聖母に取り次ぎを願う人々に、いろいろな奇跡の恵みが与えられたため、いつとはなしに「不思議のメダイ」と呼ばれるようになった。
不思議のメダイに関しての多くの著しい出来事の中の一つは、ストラスブールのマリー＝アルフォンス・ラティスボンヌの回心である。ラティスボンヌは友人に対し教会に入ることはないと宣言していた。しかし、友人の強い勧めにより彼は不思議のメダイをつけることにしぶしぶ同意し、ローマのサンタンドレア・デッレ・フラッテ教会に入ると、不思議のメダイが象徴している姿の聖母マリアが彼の目の前に現れ、彼は速やかに回心した。この時に出現した聖母を「シオンの聖母」といい、この出現も教皇庁は奇蹟として記録している。
この聖母の立像を鋳造した1,500個のメダイが聖ビンセンシオ・ア・パウロの愛徳姉妹会によって人々に配布された当時、手渡された人々はそのカトリーヌへの聖母の御出現その他の「メダイが鋳造された理由や由来」を何も知らされぬままであった。配布を受けた人々からは当時流行していたコレラ・狂犬病等の快癒が報告され、無神論者たちの改心も伴い「不思議のメダイ」としていつしか呼ばれ、その名が巷に流布することとなった。
「不思議のメダイ」鋳造の経緯や、配布される理由などがカトリーヌの聴罪司祭アラデル司祭によって匿名で公表されたのはメダイ鋳造後、2年たってからである。

## メダイの特徴
1836年2月16日の調査によると、メダイの形は卵形で、"Ô Marie, conçue sans péché, priez pour nous qui avons recours à vous." という祈りの言葉が聖母マリアの右手から始まり、頭の上に続いて、左手で終わっていた
。カトリーヌ自身による手記によると聖母マリアは光り輝くローブを身にまとい、ローブはハイネックで平素な袖をしていた。聖母マリアは地球の半分の上に立っていて、手は腰の位置まで持ち上げられ、すべての指にはダイヤモンドの指輪がされ、異なる大きさの光線が出ていた。また指には各々3つの指輪がはめられ、最も大きな石が、最も光り輝く光線を出していた。カトリーヌはいくつかのダイヤモンドは光を発していなかったと付け加えている。

## 関連書籍
- シルヴィ・バルネイ『マリアの出現』せりか書房、1996年 ISBN 978-4796701976
- シルヴィ・バルネイ『聖母マリア』創元社、2001年 ISBN 978-4422211558
- 岡本亮輔「聖地体験における真正性の多様化 ―パリ・奇蹟のメダル教会における巡礼／ツーリズム」（筑波大学宗教学・比較思想学研究会『宗教学・比較宗教学論集』第10巻、2009年）(要登録)[リンク切れ]
  - 岡本亮輔「聖地体験における真正性の多様化--パリ・奇蹟のメダル教会における巡礼/ツーリズム」『宗教学・比較思想学論集』第10号、筑波大学宗教学・比較思想学研究会、2009年3月、29-45頁、ISSN 13441981、NAID 40016607227。